# Van den Budenmayer
Van den Budenmayer, fiktiv nederländsk 1700-talskompositör vars musik (skriven av den polske kompositören Zbigniew Preisner) spelas och refereras till i flera filmer av Krzysztof Kieślowski.